# رودولف هاو
رودولف هاو (15 يوليو 1857 في جنوب أفريقيا - 2 ديسمبر 1936) (بالإنجليزية: Rudolph Howe)‏ هو لاعب كريكت جنوب أفريقي.

## وصلات خارجية
- رودولف هاو على موقع إي آس بي آن كريك إنفو (الإنجليزية)